# Feryal Clark
Pour les articles homonymes, voir Clark.
Feryal Demirci Clark (née Demirci) (née en janvier 1979) est une femme politique britannique du parti travailliste qui est députée pour Enfield Nord depuis 2019.

## Biographie
Clark est née en Turquie de parents kurdes alévis avec des racines à Kürecik, dans la province de Malatya. Elle étudie la bioinformatique à l'Université d'Exeter.
Elle est élue conseillère du quartier Brownswood du district londonien de Hackney en 2006, le représentant jusqu'en 2014, date à laquelle elle est élue pour le quartier Hoxton East et Shoreditch. Elle devient adjointe au maire de Hackney et membre du cabinet pour la santé, la protection sociale, les loisirs et les parcs. En tant que conseillère, elle fait la promotion du cyclisme dans l'arrondissement de Hackney.
Considérée comme étant de la gauche modérée du Parti travailliste, elle soutient Yvette Cooper lors de l'élection à la direction de 2015.
En octobre 2019, elle est sélectionnée comme candidate pour Enfield North, en remplacement de Joan Ryan qui a fait défection pour Change UK plus tôt cette année. Elle est élue lors des élections générales de 2019, devenant le premier député kurde du Labour. Elle prononce son premier discours lors d'un débat à la Chambre des communes sur la santé et la protection sociale.
Elle soutient Lisa Nandy pour le poste de chef du parti travailliste lors de l'élection à la direction de 2020,.